# Henry J. Duveen
Henry Joseph Duveen (ur. 26 października 1854 w Meppel, zm. 15 stycznia 1919 w Nowym Jorku) – holenderski marszand i filatelista; założyciel firmy Duveen Brothers wraz z bratem Josephem Joelem Duveenem. Po śmierci brata w 1908 zaczął współpracę ze swoim bratankiem Josephem, przyszłym lordem Duveenem.